# 丁肇青
丁肇青（1893年—1950年）字雄东，乳名家箴，河南省邓县城内文庙街人。五四运动学生领袖，中华民国政治人物。

## 生平
1913年，丁肇青入上海复旦大学学习法文，1917年转入北京大学。在北京大学期间，他曾为五四运动发起人和领导人之一。五四运动爆发前，丁肇青在李大钊引导下参加“马列主义学习小组”，任《北大学生周刊》主编，并负责《新青年》海外发行工作。5月3日，北京十三所大专院校学生代表开会，北京大学代表丁肇青在会上发言，会议制订了四条决议，许德珩起草了宣言。5月4日，五四运动爆发，丁肇青积极参加。
1920年5月1日国际劳动节当天，丁肇青和北京大学同学乘汽车上街宣传“劳工神圣”、“提倡三·八制”，在前门遭到警察逮捕。后来，他们经蔡元培、李石曾保释。
1920年，北京政府派丁肇青等人官费赴法国留学，后来丁肇青获得文学博士学位，为河南省第一个博士。在法国期间，他结识了留法勤工俭学的周恩来、邓小平、李富春，并共同参加进步活动。

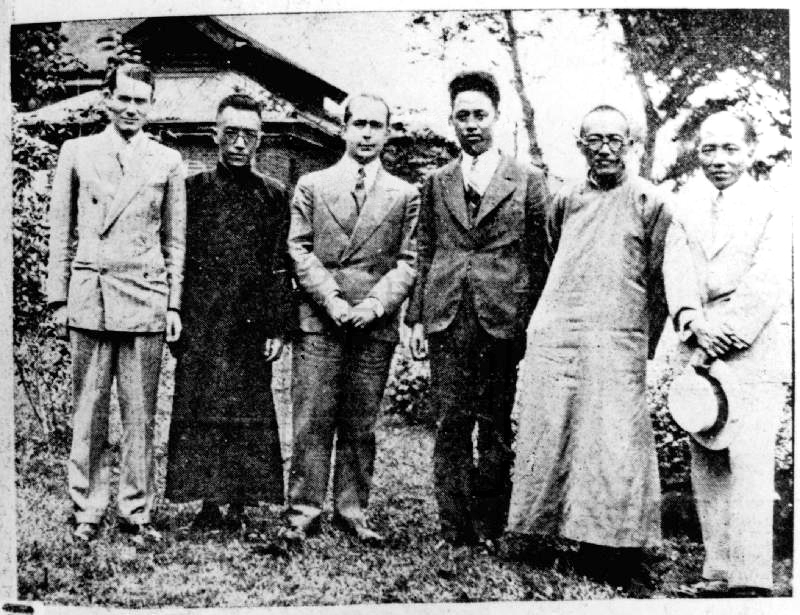
1930年，马古烈博士在中国公学演讲时摄影。右起：朱少屏，马君武，丁肇青，马古烈，胡适之，劳伦子。

归国后，丁肇青在国民政府军政部任少校秘书。后因被怀疑同冯玉祥交往而降调为科员，丁肇青乃辞职。当时，法国派丁肇青在巴黎的同学马古烈博士到中国考察教育。国民政府教育部即派丁肇青作为全国高等教育视察专员，陪同马古烈赴上海、北京、沈阳等地进行考察。考察完成后，丁肇青被任命为河南省教育厅厅长。反蒋失败后，蒋介石通缉丁肇青。丁肇青回到北京大学任教授，教法国文学，并被聘为张学良部名誉顾问。
抗日战争爆发后，丁肇青支持抗日，在张荫梧部任职。任内，他曾作为北察游击队总司令联络员，驻长治八路军总司令部。
1941年，丁肇青回到邓县，兴办教育及福利事业。其间，他先后设计筹建社会大戏院、城关一小教学楼、公立医院，并参与创办了丁氏私立敦本中心小学、淯滨中学等校。
1949年第二次国共内战期间，国民党在邓县与中共军队作战，被捕国民党人士称丁肇青参与作战，丁遂被拘留审查，1950年未结案既逝世。

## 著作
- 《中法文化交通史》[1]